# Clauer

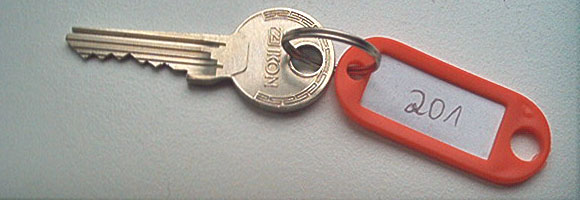
Clau en un clauer

Un clauer o portaclaus és un objecte que serveix per a reunir les claus en un sol grup. Normalment, està format per un anell metàl·lic i moltes vegades d'algun element decoratiu o distintiu. Un clauer també és una caixa on s'emmagatzemen les claus de manera ordenada.